# Ron Johnson (homme politique)
Pour les articles homonymes, voir Ron Johnson et Johnson.
Ronald Harold Johnson, dit Ron Johnson, né le 8 avril 1955 à Mankato (Minnesota), est un homme politique et homme d'affaires américain. Membre du Parti républicain, il est PDG de PACUR, LLC, une entreprise de fabrication de plastiques, avant d'entrer au Sénat des États-Unis pour le Wisconsin à la suite des élections de 2010. Il est reconduit dans sa fonction sénatoriale lors des élections de mi-mandat de novembre 2022, face à Mandela Barnes.

## Biographie

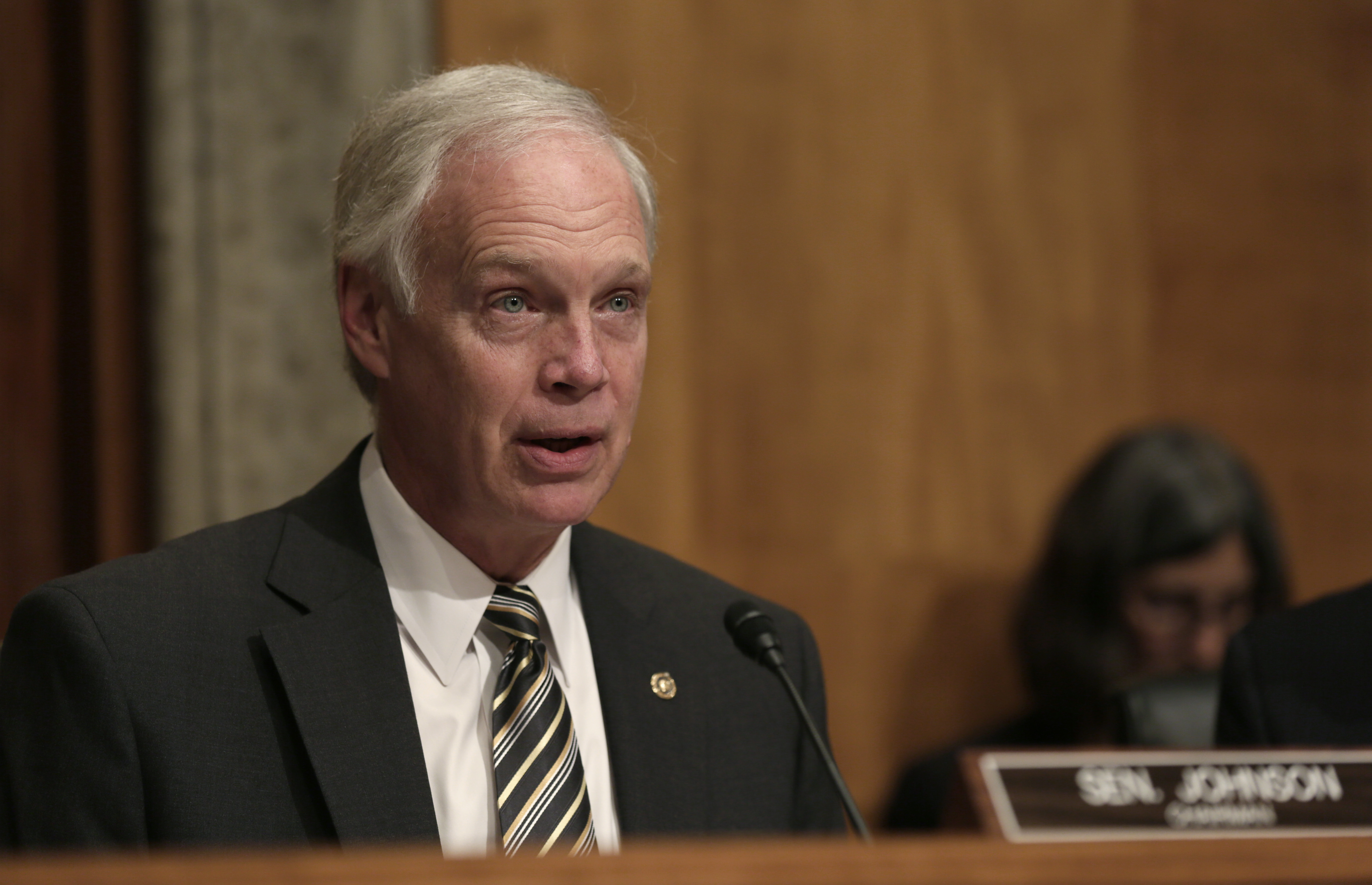
Ron Johnson en tant que président du Comité sur la Sécurité intérieure et les Affaires gouvernementales, en 2016.

Affilié au mouvement du Tea Party, Johnson se lance dans la vie politique en 2010 pour succéder à Russ Feingold, membre du Parti démocrate et candidat à un quatrième mandat de sénateur du Wisconsin au Congrès des États-Unis. Son engagement public se limite alors à faire partie du comité des finances de l'archidiocèse de Green Bay. Il survole la primaire républicaine avec 84,7 % des suffrages et investit 8,2 millions de dollars de sa poche pour sa campagne électorale. Il défait Feingold par 51,9 % des suffrages contre 47 % — soit un écart de plus de 100 000 voix — dans un contexte de vague conservatrice permettant l'obtention d'une majorité républicaine à la Chambre des représentants des États-Unis pour la première fois depuis les élections de 2004.
Candidat à un deuxième mandat lors des élections de 2016, Johnson affronte à nouveau Feingold. L'ancien sénateur voulant retrouver son siège est considéré comme le favori, dominant les sondages toute l'année et profitant du fait que l'autre siège de l'État au Sénat soit détenu par Tammy Baldwin, membre du Parti démocrate et élue en 2012. Cependant, Johnson améliore son image et effectue une remontée durant le dernier mois de campagne, poussant des groupes extérieurs aux candidats à dépenser des millions de dollars dans la course,,. Bien qu'il soit le sortant, Johnson se présente comme un outsider face à Feingold, qu'il critique pour être un insider à Washington, D.C., annonçant également qu'en cas de victoire, il ne se portera pas candidat à un troisième mandat en 2022,. Il est finalement réélu avec 50,2 % des voix contre 46,8 %, le jour où le candidat républicain à la présidence des États-Unis, Donald Trump, déjoue la grande majorité des pronostics en remportant le scrutin face à Hillary Clinton, gagnant par l'occasion le Wisconsin.
Lors d'un entretien avec Fox News en mai 2020, Johnson parle de « corruption » lorsqu'une question lui est posée sur le déroulement de l'enquête sur les ingérences russes dans l'élection présidentielle de 2016, estimant que les dirigeants de l'investigation mènent une « attaque interne grave, une attaque contre notre démocratie, la plus grave peut-être de notre histoire ».

## Positions politiques
Johnson est en faveur de la défense du contribuable par une réduction importante des impôts et contre la réforme de la santé menée par l'administration Obama. Sur le plan environnemental, il considère qu'attribuer le réchauffement climatique aux activités humaines est « insensé » (lunatic). Il s'oppose au mariage homosexuel ainsi qu'à l'avortement, sauf en cas d'inceste, de viol ou de mise en danger de la mère.
Lors des primaires présidentielles du Parti républicain de 2012, il se range derrière la candidature de Mitt Romney, avant de soutenir le gouverneur du Wisconsin, Scott Walker, pour les primaires présidentielles de 2016.
Il minimise la pandémie de Covid-19, estimant que de simples bains de bouche suffisent à tuer le coronavirus.